# Edvin Sundquist
Johan Edvin Sundquist, född 17 maj 1885 i Solf, död 15 mars 1962 i Vasa, var en finländsk tidningsman. 
Sundquist var från 1906 medarbetare i Vasabladet och inköpte 1912 denna tidning tillsammans med en kompanjon. Den drevs som ett öppet bolag till 1941, då företaget ombildades till aktiebolag. På sin post som ansvarig utgivare drev han en outtröttlig kamp för frisinne och demokrati, något som resulterade i två fängelsedomar, dels 1916 för majestätsbrott, dels 1941 för en misshaglig artikel om den tyske diktatorn Adolf Hitler till dennes 50-årsdag 1939. Sundquist deltog även i den aktivistiska verksamheten före och under första världskriget.